# Jessie Pope
Jessie Pope (Leicester, 18 mars 1868 - Devon, 14 décembre 1941) est une poétesse anglaise, écrivain et journaliste, plus particulièrement connue pour ses poèmes d'encouragement patriotique publiés pendant la Première Guerre mondiale.
C'est à elle que s'adresse le poème de Wilfred Owen, Dulce Et Decorum Est, alors que la réputation de la poétesse avait pâli, pour tomber dans une certaine obscurité, au moment même où se développe celle des « poètes de guerre » tels que Siegfried Sassoon et Wilfred Owen lui-même. 

## Poèmes de guerre
L'un des poèmes de guerre les plus connus de Jessie Pope est son fameux Who's for the Game?, encouragement guilleret à aller à la guerre. C'est à l'œuvre de Jessie Pope que Wilfred Owen répond, alors qu'il est lui-même au front (où il sera tué en novembre 1918), par son Dulce Et Decorum Est.
Et c'est de cette œuvre qu'il parle lorsqu'il décrit le « bel entrain » des propagandistes de la guerre :  
| Who’s for the game, the biggest that’s played, The red crashing game of a fight? Who’ll grip and tackle the job unafraid? And who thinks he’d rather sit tight? | Qui veut aller jouer, au plus grand de tous les jeux, Le jeu rouge et fracassant du combat ? Qui saisira et affrontera sans peur ce boulot ? Et qui pense qu'il préfère rester dans son coin ? |

.
Et allant plus loin encore dans l'allégresse qu'elle montre à pousser les jeunes gens au combat :
| Who knows it won't be a picnic — not much — Yet eagerly shoulders a gun? Who would much rather come back with a crutch Than lie low and be out of the fun? | Qui le sait que ça n'sera pas une promenade de santé — ça non ! — Et qui pourtant prend son fusil avec entrain ? Qui préfèrerait de loin revenir avec une béquille Que d'se terrer et rater la fête ? |

.